# 高橋孟
高橋 孟（たかはし もう、本名：高橋祀三、1920年3月13日 - 1997年3月30日）は日本の漫画家・イラストレーター。海軍主計科兵として戦艦に乗務した体験を記した『海軍めしたき物語』で知られる。

## 経歴
徳島県出身。理容師・印刷所・看板屋の見習い、新聞社の給仕を経て、機械製図工（高橋自身は「トレーサー程度」と記している）となる。1939年に上京。製図工として勤務中に徴兵を受け、1941年1月に海軍佐世保海兵団に入団する。教練を経て主計科に配属される。
高橋は以前に東京駅で見かけた主計科兵の颯爽とした制服姿を思い出し、第二希望に主計科（第一希望は機関科だった）を記したところこのような結果となったという。佐世保海兵団から戦艦霧島に乗務。海兵団で自分が烹炊（料理）兵であることを知らされ、ショックを受ける。また、当時の海軍では主力艦に近くなるほど規律が厳正であると言われており、戦艦に決まったことでさらにがっかりしたという。当時「死んでしまおうか、霧島いこか」「首を吊ろうか、霧島いこか」といった戯れ歌があったことを後に著書で記している。
高橋が乗務している間に霧島は真珠湾攻撃から太平洋戦争緒戦を転戦するが、その間高橋はずっと烹炊所におり、戦況などを直接知ることはほとんどできなかった。ただ、ミッドウェー海戦の折、上甲板に上がった際に攻撃を受けて燃えさかる航空母艦を目の当たりにした。日本の敗北で終わったこの海戦については関係者に箝口令が敷かれたことが知られるが、高橋の周囲に関してはそうした命令は下りてこなかったという。
ミッドウェー海戦後にいったん佐世保海兵団に転勤。その後呉の海軍潜水学校に転属。海軍経理学校の経理術練習生課程に入校した（試験は戦艦霧島で受験）。課程修了後に佐世保海兵団預りとなり、命令を受けて砲艦武昌丸に乗務。南シナ海で米潜水艦の魚雷攻撃を受けて武昌丸は沈没し、海を漂流中にサメに右大腿部を噛まれる被害に見舞われるが救出され、サイゴン（現・ホーチミン）の海軍病院に入院した。回復後、日本に帰国して鹿児島県の串良航空隊勤務となる。敗戦直前の8月10日頃に鹿屋航空隊への転勤命令を受けたがすぐには出向かず、移動中の駅で終戦の玉音放送を聞く。終戦時の階級は一等主計兵曹。鹿屋では一時帰郷命令が出ており、串良に戻る。結局同僚が独自に手配した荷馬車で延岡の土々呂まで向かい、そこで地元の漁船をチャーターして八幡浜港に渡り、帰郷した。その直後に依頼を受けて、志布志の旅館にあった串良航空隊主計科の経理事務所で、退職者の給与計算と送金の残務処理を担当した。終了後、博多で面識のある元分隊士に頼まれて復員船（元海防艦）に物資管理のために乗務した。高橋によると、上海への航路に入る船のため、中国にいた妹と会えるのではないかという期待もあったという（その後妹は個別に引き揚げ）。
復員後は複数の職業を経て、1951年に徳島民報（のちに徳島新聞に合併）、次いで新大阪新聞に勤める。1956年に神戸新聞社に入社し、1976年まで神戸新聞に時評漫画「笑点」を連載した。神戸市に在住して、連載終了後はイラストレーターとして活動する。時評漫画はその後も後述の入院直前まで週2回執筆していた。
田辺聖子の作品イラストを担当し、田辺のエッセイに登場する「カモカのおっちゃん」は当初完全な架空の人物という設定だったが、高橋が田辺の夫（飲み友達だった）をモデルにイラストを描いたことから、夫という扱いになっていったという。この縁から、田辺が編集長を務めていた雑誌『面白半分』に自らの軍務の模様をイラスト入りでつづった「海軍めしたき物語」を1977年から1979年まで連載し、連載終了後に新潮社より単行本として刊行された。高橋のユーモラスなイラストや筆致に加え、あまり一般に知られることのなかった「軍艦の食事・料理事情」を描いた点で話題となり、1981年に続編の『海軍めしたき総決算』が刊行されている。また、海軍のメニューを復刻・解説した『海の男の艦隊料理 「海軍主計兵調理術教科書」復刻』（新潮文庫）の監修とイラストも手がけている。
1995年に阪神・淡路大震災に被災、義援金依頼などの復興活動に積極的に関わり、自宅の修理を後回しにするほどだった。「戦災から起き上がったのだから……。震災から立ち上がる人々の姿を描きたい」という思いを口にしていたという。
1997年1月に入院し、3月30日に死去。死因となったのは肝臓癌だったが、病名は本人には知らされなかったという。田辺は「天界から孟さんが葬式の場を見れば、ワシの葬式がエイプリルフール（四月一日）なんて出来過ぎやないかとジョークを飛ばしたでしょう」と悼んだ。
なお、1983年1月2日にテレビ東京の新春12時間超ワイドドラマとして放映された「海にかける虹〜山本五十六と日本海軍」には「海軍めしたき物語」が原作として使用されている。

## 著書

### 単著
- 『海軍めしたき物語』新潮社、1979年（のち新潮文庫に収録）
- 『海軍めしたき総決算』新潮社、1981年（のち新潮文庫に収録）

### 監修・イラスト
- 『海の男の艦隊料理』新潮社<新潮文庫>、1986年

### 挿絵
レナード・ウィバーリー『小鼠』シリーズ（東京創元社<創元推理文庫>）
- 『小鼠 ニューヨークを侵略』、1976年
- 『小鼠 月世界を征服』、1977年
- 『小鼠 ウォール街を攪乱』、1977年
- 『小鼠 油田を掘り当てる』、1985年

『のびのび人生論』シリーズ（ポプラ社）
- 田辺聖子『欲しがりません勝つまでは―私の終戦まで (のびのび人生論 2)』、1977年
- なだいなだ『ぼくはへそまがり (のびのび人生論 21)』、1984年
- 内田朝雄『悪役の少年時代―ガキ大将が教えるワンパクの道 (のびのび人生論 26)』、1985年

その他
- 田辺聖子『ラーメン煮えたもご存じない』新潮社、1977年、のち文庫
- 柏木みどり『こんにちは!ともだち』<つのぶえシリーズ>、理論社、1978年
- 田辺聖子『秋のわかれ』ポプラ社<ポプラ社文庫> (A179)、ポプラ社、1985年
- 荒木正夫『ごめんね、お母さん : 長崎で原爆をみた少年の心の記録』<ポプラ・ノンフィクション 55>、ポプラ社、1991年